# Miloslav Tůma
Miloslav Tůma (* 6. února 1992) je absolvent Střední průmyslové školy stavební v Děčíně a později České zemědělské univerzity v Praze, kde získal titul inženýr a regionální politik, starosta Ralska a zastupitel Libereckého kraje.
Od roku 2011 aktivně projektuje pozemní stavby.
Před politickou kariérou krátce pracoval ve společnosti Preciosa - Lustry a. s. Kamenický Šenov, kde zastával post konstruktéra. 
První kontakt s politikou měl od roku 2012, kdy nastoupil na obecní úřad v Ralsku jako pomocná síla. O 2 roky později sám úspěšně kandidoval do zastupitelstva města jako člen ČSSD. V následujících volbách do obecních zastupitelstev (2018) znovu úspěšně kandidoval, tentokrát jako kandidát bez politické přísl. na kandidátce ANO 2011. Po těchto volbách se stal i starostou Ralska. Stal se jedním z nejmladších starostů u nás. Po volbách do městských zastupitelstev v roce 2022 svůj mandát zastupitele i starosty obhájil.
Po volbách do zastupitelstev krajů 2020 zasedl v zastupitelstvu Libereckého kraje (zvolen za ANO). Od roku 2020 je členem hnutí ANO. Bydlí v Hradčanech (součást Ralska).
Ve sněmovních volbách v roce 2025 kandiduje na 4. místě kandidátní listiny hnutí ANO v Libereckém kraji.
Mezi jeho koníčky patří tenis, hokej, florbal a squash. 
V lednu 2022 se stal otcem, když se mu narodila dcera Thea Tůmová.  